# Российско-польские отношения
Российско-польские отношения — межгосударственные отношения между Российской Федерацией и Республикой Польша, а также их историческими предшественниками.

## История

### Древняя Польша и Древняя Русь
Одно из наиболее ранних известных событий русско-польской истории относится к 981 году, когда киевский великий князь Владимир Святославич предпринял поход на Польшу и отвоевал у неё восточнославянские Червенские города. Пленные поляки были расселены на южном степном пограничье вдоль стоящейся Поросской оборонительной линии.
В 988 году Русь приняла крещение от греческой (восточной) части Церкви, что впоследствии обусловило доминирование православия в Русском государстве, тогда как крещение Польши в 966 году произошло от Римской (впоследствии католической) церкви.
В 1018 году бежавший из Киева Святополк Окаянный обратился за помощью к польскому королю Болеславу I Храброму, который сумел победить Ярослава Мудрого в битве на реке Буге. Киевский поход Болеслава I увенчался взятием города, однако Болеслав вместо того, чтобы передать власть Святополку, начал править в городе сам. В ответ, киевляне подняли восстание, в результате которого принялись «избивать ляхов». Болеслав бежал с казной, а также увёл с собой в плен сестёр Ярослава Мудрого.

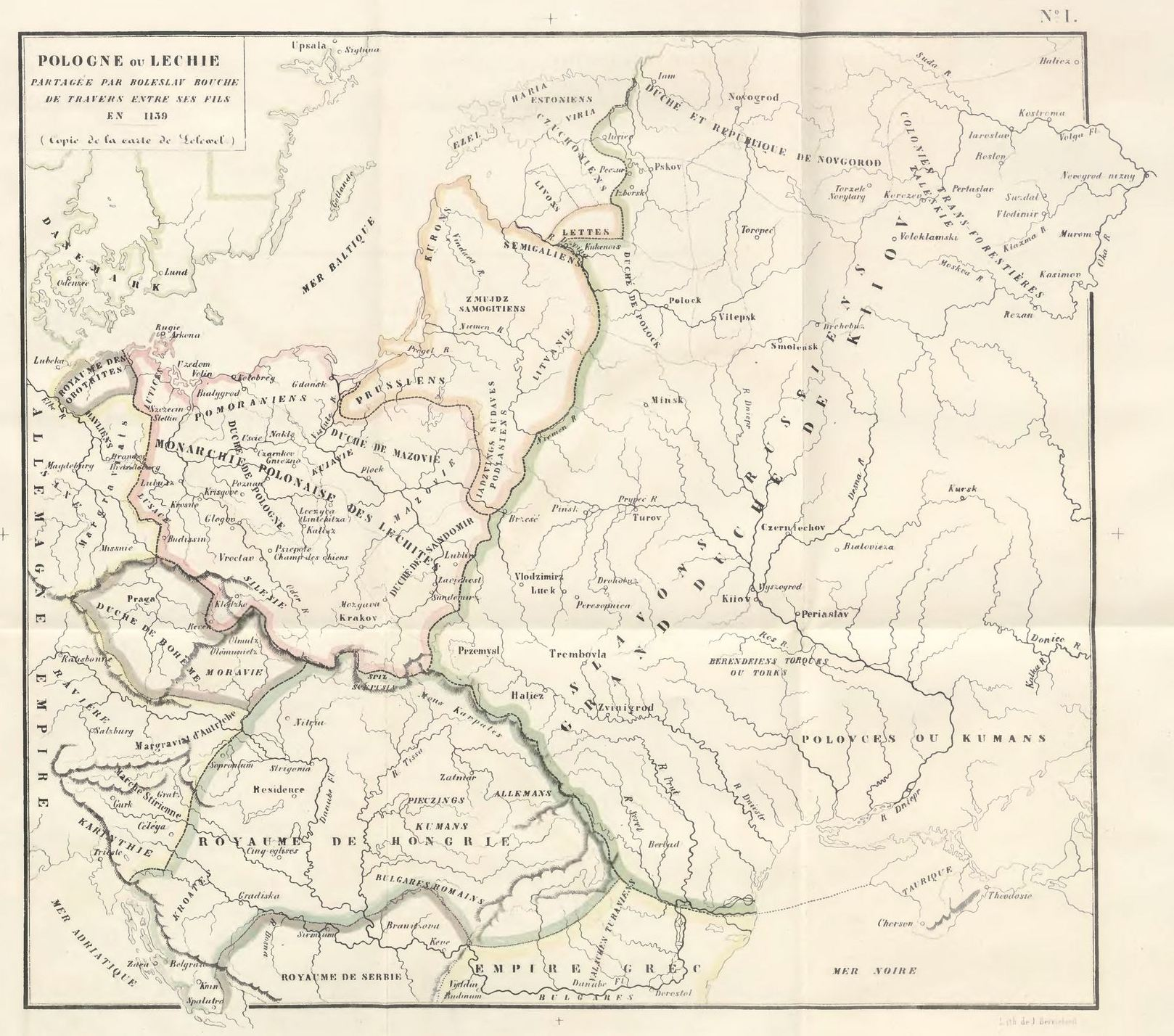
Границы Руси и Польши в XII веке

Червенские города, вновь оказавшиеся под властью Польши, были возвращены Ярославом Мудрым и его братом Мстиславом Храбрым в результате польского похода в 1030—1031 годах. Поход был проведён русскими князьями в содействии с германским императором и привёл к свержению польского короля Мешко II, потерей Польшей ряда территорий, и впоследствии привёл к кризису древнепольской государственности.
Похожая история имела место в 1069 году, когда великий князь Изяслав Ярославич бежал в Польшу к своему племяннику Болеславу II Смелому и тот, совершив поход на Киев, вмешался в русский династический спор в пользу Изяслава. Согласно легенде, меч-реликвия по имени Щербец, использовавшийся при коронациях польских королей, получил зазубрину при ударе Болеславом I или Болеславом II о Золотые ворота в Киеве. Первый вариант не может быть правдой из-за того, что Золотые ворота были возведены в 1030-е годы, второй также не подтверждается по результатам углеродного датирования меча, который, по всей видимости, был создан не ранее второй половины XII века.
В то же время Русь и Польша знали также продолжительные периоды мирного сосуществования (например, при жизни Владимира после 981 года) и военных союзов. Так, польский король Казимир I заключил в 1042 году союз с Ярославом Мудрым, скреплённый женитьбой первого на сестре великого князя Марии Добронеге. В 1074 году, согласно летописи, мир с Болеславом II подписал в Сутейске смоленский князь Владимир Всеволодович Мономах, а в 1076 году он же вместе с волынским князем Олегом Святославичем выступил на помощь полякам в военный поход против чехов. Великий киевский князь Святополк Изяславич заключил мир с польским королём Болеславом III Кривоустым, который в 1103 году женился на дочери Святополка Сбыславе; когда в Польше вспыхнула борьба между Болеславом III и его братом Збигневом, русские войска пришли на помощь королю и принудили Збигнева признать его власть.
Как и Русь, Польша испытала на себе в XIII веке несколько монгольских вторжений, однако, несмотря на разорения, монгольское иго установлено не было, что впоследствии обеспечило ей преимущество в развитии торговли, культуры и общественных отношений. В 1340 году умер Владимир Львович, последний галицкий престолонаследник из династии Рюриковичей, после чего Галицкое княжество было захвачено войском Казимира III и присоединено к Польскому королевству. Эти события стали первым этапом существования так называемой Польской Руси, которая в последующие века расширилась вплоть до Чернигово-Северской земли и составила около 2/3 земель Короны Польской.

### Эпоха соперничества на землях Руси

#### Участие Польши в русско-литовских войнах
Значительная часть Руси оказалась в течение XIV века под властью Великого княжества Литовского, выступавшего как противовес Золотой Орде. Начиная с Кревской унии 1385 года, между ним и Польским королевством на основе династических связей сложились всё более тесные отношения, сопровождаемые увеличением влияния католичества среди литовской знати. Литовскому государству, всё более теснимому Великим княжеством Московским в соперничестве за собирание русских земель, с начала XVI века приходилось прибегать к военной помощи Польши, состоявшей с ним в личной унии. Со времён русско-литовской войны 1512—1522 годов это соперничество уже не обходилось без участия польских войск, поддерживавших литовцев против восточных «схизматиков». В этот период польские писатели и учёные, такие как Ян Длугош или Матвей Меховский, начали изображать русский народ Московского княжества, как отдельный от остальной Руси народ, а также способствовали формированию негативного образа великорусов в Европе. Король Сигизмунд I сообщал западным монархам, что «московиты» — не христиане, а жестокие варвары, относящиеся к Азии и сговорившиеся с турками и татарами разрушить христианский мир.
В 1569 году, в разгаре Ливонской войны, Королевство Польское и Великое княжество Литовское заключили Люблинскую унию, образовав Речь Посполитую. При этом вся Южная Русь, то есть земли современной Украины, перешли от Литвы к польской Короне. Объединённое государство сумело переломить ход войны и вскоре, вновь заняв Полоцк и разоряя Северо-Западную Русь, заставило Российское царство обороняться на своей территории (осада Великих Лук, осада Пскова). Ям-Запольский мир 1582 года восстанавливал существовавшие до Ливонской войны границы (кроме Велижа, который отошёл к Речи Посполитой).
В самый разгар войны, в 1572—1573 годах, кандидатура Ивана Грозного всерьёз рассматривалась частью польской знати на выборах монарха Речи Посполитой.

#### Интервенция во время Смуты

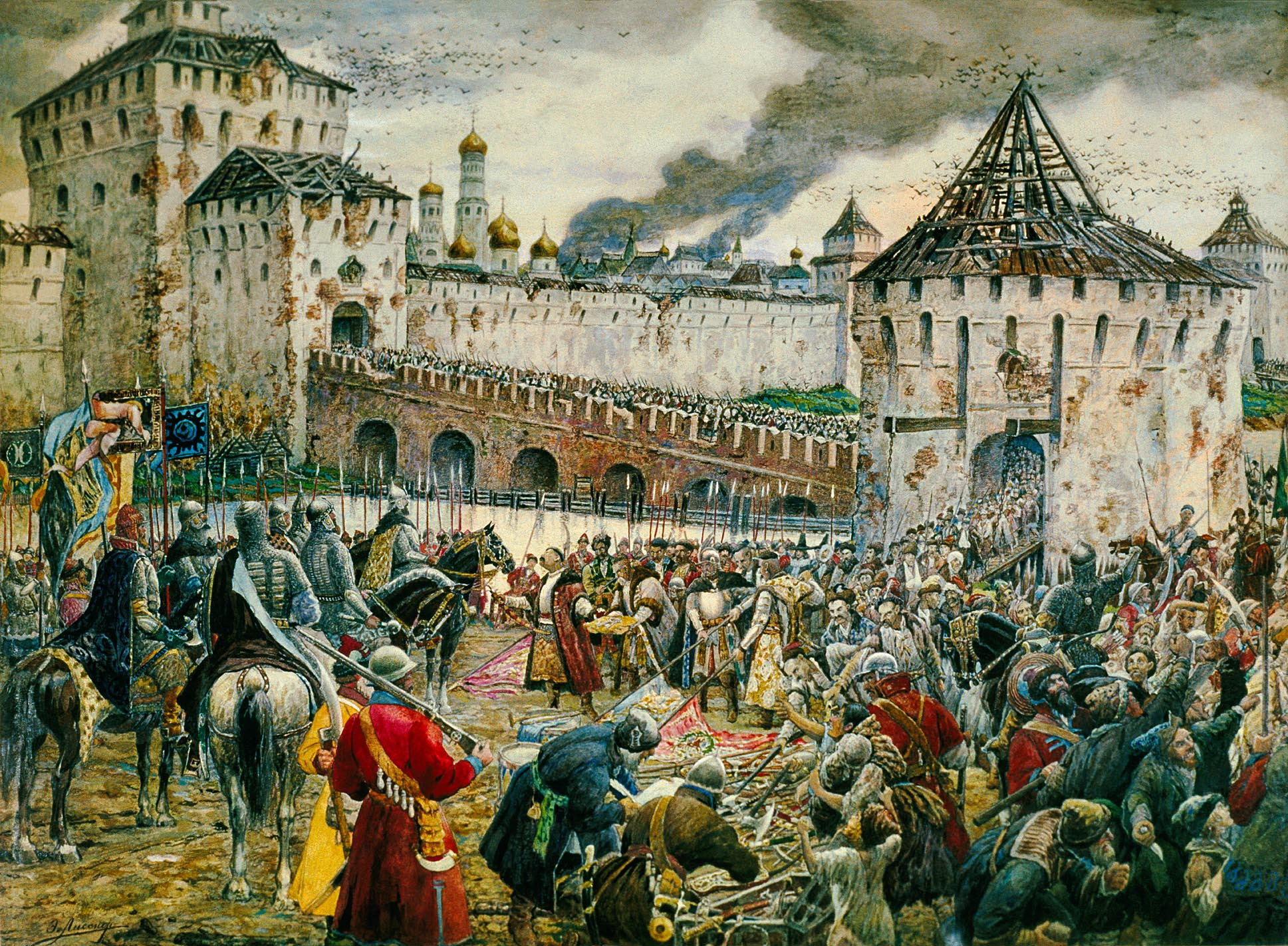
Изгнание польско-литовских интервентов из Кремля

В 1605 году с помощью польских магнатов и наёмного войска, на русский трон на непродолжительное время взошёл Лжедмитрий I, жена которого Марина Мнишек вопреки русским обычаям сохранила католичество, и пообещавший передачу Речи Посполитой Смоленска и Северской земли. Вскоре он был убит в результате переворота, а находившиеся с ним в Москве поляки частью перебиты, частью взяты под стражу и разосланы по городам. Под польским влиянием находился и Лжедмитрий II, к которому пристало значительное количество польских «рокошан» — повстанцев-конфедератов, проигравших затеянное ими восстание против Сигизмунда III. Для победы над этим войском Россия ценой территориальных уступок заключила союзный договор со Швецией — постоянным соперником Польши в течение XVII века.
В ответ на российско-шведский союз Речь Посполитая, осадив Смоленск, вступила в войну официально. Разбив русско-шведские войска при Клушине, поляки в 1610 году заняли Москву, где Семибоярщина предложила королевичу Владиславу трон. Против польской оккупации выступило два ополчения, второе из которых под предводительством Кузьмы Минина и Дмитрия Пожарского сумело принудить польский гарнизон Кремля к капитуляции. После этого была одержана победа над польским войском Ходкевича. Последующие военные действия, включающие опустошительный рейд Лисовского 1615 года и московский поход Владислава 1618 года, уже не смогли всерьёз повлиять на ход событий и сместить взошедшую на трон династию Романовых.

#### Смоленская война и война 1654—1667 годов
Желая вернуть утраченный в 1611 году Смоленск, Россия в 1632 году по истечении перемирия приступила к военным действиям и осадила город. Однако взять Смоленск, являвшийся в то время одной из самых сильных крепостей Восточной Европы, не удалось, а польско-литовская армия, посланная для снятия осады, заставила полководца Михаила Шеина подписать капитуляцию. По Поляновскому миру все завоёванные русскими города, за исключением Серпейска, возвращались в состав Речи Посполитой, а король Владислав IV отказывался от претензий на русский трон и титула «избранного великого князя Московского». Согласно условиям мира была создана двухсторонняя пограничная комиссия, занимавшаяся установлением границы на местности (по итогам её работы, завершившейся в 1647 году, России был возвращён и Трубчевск).

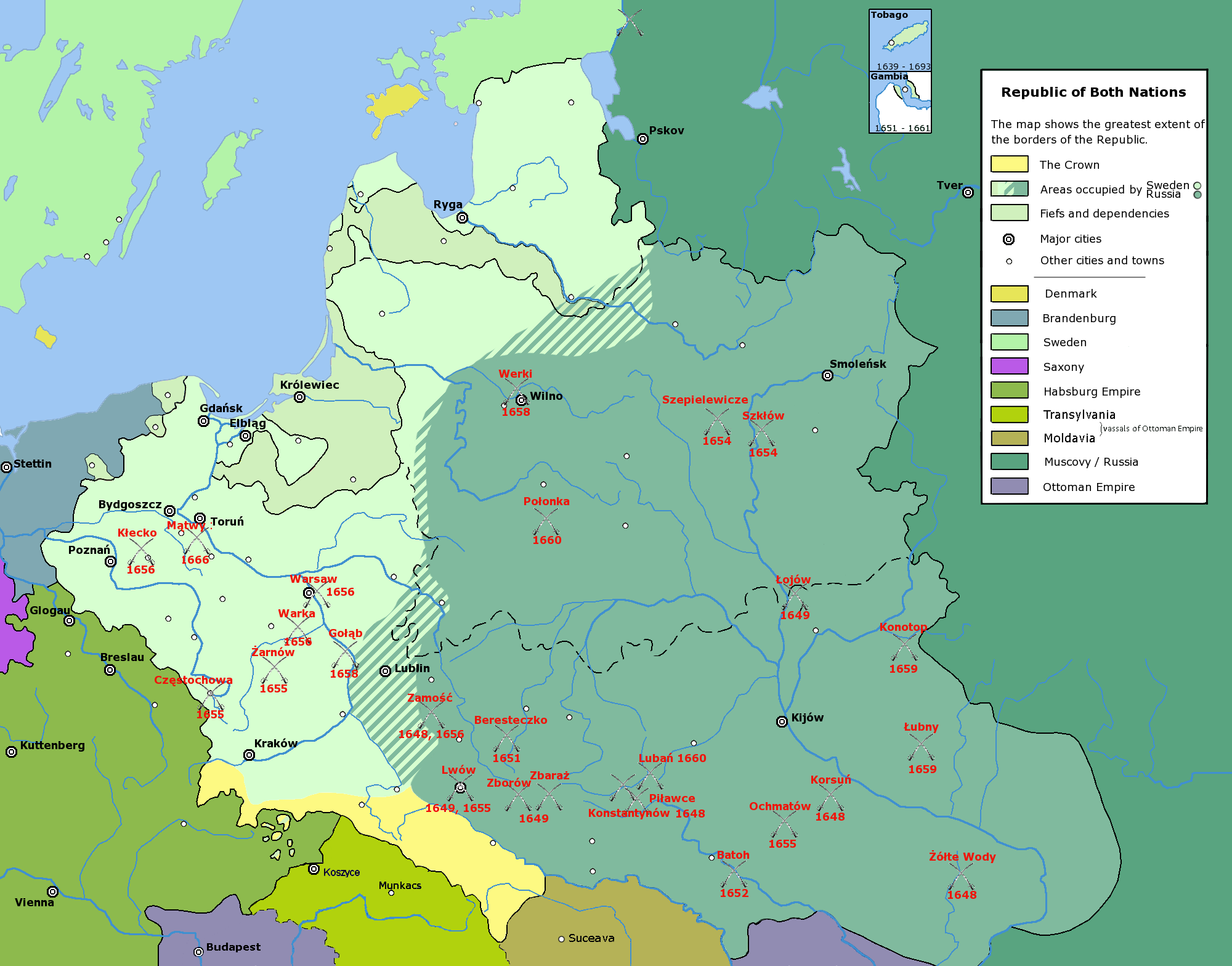
Тёмно-зелёным — земли Речи Посполитой, находившиеся под русским контролем к 1656 году

Новые военные действия начались в 1654 году, когда Земский собор решил удовлетворить просьбу Богдана Хмельницкого о принятии Войска Запорожского в русское подданство и поддержке в национально-освободительной войне. На Переяславской раде на верность царю присягнула большая часть казацкой старшины. За последующие два года, русско-казацкая армия в результате ряда успешных сражений смогла установить контроль над большей частью Речи Посполитой, продвинувшись до этнических польских земель. Одновременное шведское вторжение в Польшу заставило обе воюющие стороны подписать Виленское перемирие, чтобы воспрепятствовать чрезмерному усилению Швеции. Важную роль сыграли также надежды царя Алексея Михайловича на занятие вакантного польского престола. После возобновления русско-польских боевых действий в 1658 году, связанных с изменой части казацкой старшины, военная удача перешла к Речи Посполитой, сумевшей вытеснить русские войска из Литвы и Правобережной Украины. На заключительном этапе русско-польской войны наступательные действия польско-литовских армий потерпели неудачи. На фоне фактического раскола Гетманщины по Днепру, истощения войск, рокоша Ежи Любомирского в Речи Посполитой и церковного раскола в России, в 1667 году было подписано Андрусовское перемирие, в результате которого Смоленщина, Левобережная Украина и Киев сохранялись за Россией, а Запорожская Сечь переходила под совместный протекторат двух государств (на практике влияние Речи Посполитой на Сечь было минимальным). Киев передавался России на два года, однако русская дипломатия впоследствии сумела отложить его возврат, а позже его принадлежность России была закреплена в Вечном мире 1686 года, продиктованном необоходимостью совместной борьбы против Османской империи и Крымского ханства.

### От «Вечного мира» до разделов Польши

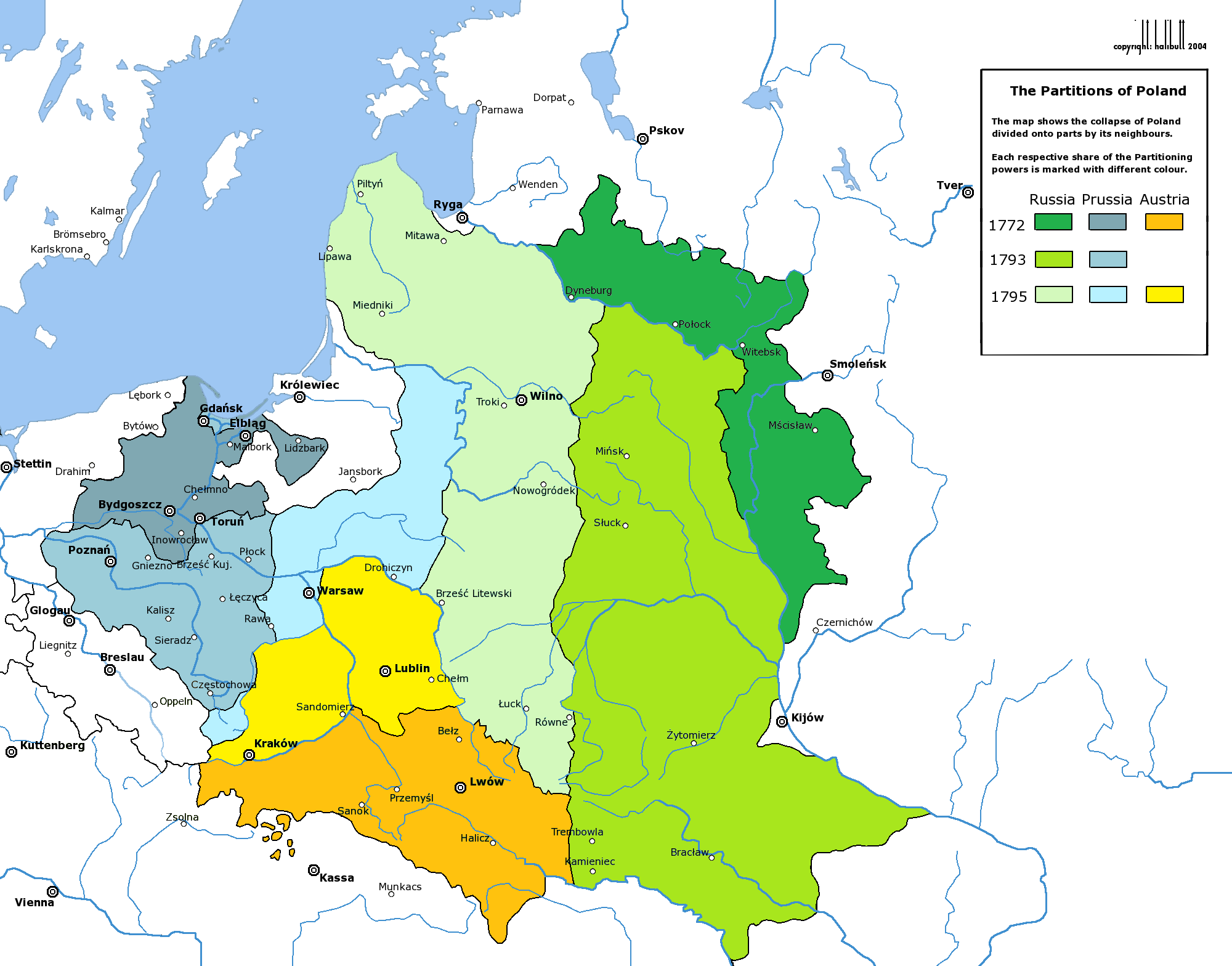
Три раздела Речи Посполитой

Эпоха, последовавшая за «Вечным миром», характеризовалась в двусторонних отношениях фундаментальным смещением потенциалов в пользу России. Реформы Петра I обновили и укрепили Российское государство, тогда как Речь Посполитая из-за шляхетских злоупотреблений обширными привилегиями, известными как «золотые вольности», в том числе правом «свободного вето» в Сейме, сделалась почти недееспособной и вступила в фазу длительного упадка и разложения. В войне за польское наследство 1733—1735 годов Россия уже выступала как одна из внешних сил, активно влияющих на польскую внутреннюю политику. В эпоху Екатерины II российское влияние в Польше возросло до уровня основного определяющего фактора. Российский посол Николай Репнин, опираясь на находившиеся в пределах Речи Посполитой русские войска, напрямую претворял в жизнь политику императрицы и фактически диктовал решения. На названном его именем Репнинском сейме 1767—1768 годов, он заставил депутатов решить так называемый диссидентский вопрос и уравнять в правах с католиками православных и протестантов. Также за Россией признавался статус гаранта польской конституции, что превращало Речь Посполитую де-факто в протекторат России.
Недовольная этими нововведениями шляхта объединилась в так называемую Барскую конфедерацию и открыто выступила против России и пророссийского короля Станислава Августа Понятовского. В результате военных действий конфедерация была разгромлена, а часть территории Речи Посполитой в ходе первого раздела в 1772 году была поделена между соседними державами — Пруссией, Австрией и Россией. Последовавшие за Французской революцией волнения среди польской аристократии и антироссийские настроения, выразившиеся в безуспешных для шляхты русско-польской войне 1792 года и восстании Костюшко 1794 года, привели ко второму и третьему разделу Речи Посполитой, соответственно. Отношение Екатерины II к полякам было отчётливо отражено в рескрипте чрезвычайному послу Якову Сиверсу: «По непостоянству и ветрености сего народа, по доказанной его злобе и ненависти к нашему, а особливо по изъявляющейся в нём наклонности к разврату и неистовствам французским, мы в нём никогда не будем иметь ни спокойного, ни безопасного соседа, иначе как приведя его в сущее бессилие и немогущество». При этом ставилась цель «избавить земли и грады, некогда России принадлежавшие, единоплеменниками её населённые и созданные и единую веру с нами исповедующие». Присоединение древних русских земель рассматривалось в Российской империи как продолжение процесса объединения Руси и шло под лозунгом «Отторженная возвратихъ».

### Польша в составе Российской империи
Стремясь к восстановлению польского государства, многие поляки связывали большие надежды с Наполеоном и охотно шли в ряды его армий. За счёт прусской и австрийской территории Наполеон после Тильзитского мира создал французский протекторат под названием Варшавское герцогство. Оно в 1809 году вместе с Россией воевало против Австрии, а в 1812 году приняло участие в наполеоновском походе в Россию, будучи одним из самых верных союзников Франции, выставив для похода до 90 тысяч солдат. После поражения Наполеона, бо́льшая часть Варшавского герцогства на Венском конгрессе 1815 года была передана России и образовала в её составе автономное Царство Польское.
Несмотря на либеральную конституцию и допуск польских аристократов к высшим государственным должностям Российской империи, польские патриоты не оставляли попыток восстановить старую Речь Посполитую. Под впечатлением Июльской революции во Франции, в Царстве Польском в 1830 году был низложен Николай I и началось открытое восстание, известное в польской историографии как Ноябрьское. После его подавления русскими войсками, в Царстве Польском новым наместником, фельдмаршалом Иваном Паскевичем, был установлен строгий режим, продлившийся вплоть до смерти Паскевича в 1856 году. В 1832 году был введён Органический статус, упразднивший польскую конституцию, Сейм и собственную армию и фактически упразднивший польскую автономию в составе России. Был закрыт Варшавский университет, введено деление на губернии вместо прежних воеводств, а в 1839 году на территории Российской империи была упразднена Брестская уния (Полоцкий собор), что существенно подорвало влияние поляков на белорусских и украинских землях.

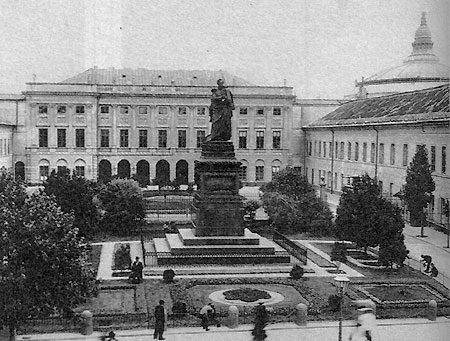
Памятник Ивану Паскевичу в центре Варшавы

С начала 1860-х годов, в Царстве Польском началось очередное брожение, вылившееся в восстание 1863 года (Январское), которое перекинулось в том числе и на населённые значительными польскими меньшинствами Северо-Западный край и Правобережную Украину. Восстание вновь было подавлено, после чего в Царстве Польском началась целенаправленная политика русификации. В других регионах империи, которые оказались затронутые восстанием, проводилась политика по прекращению доминирования польско-католического элемента в ключевых общественных сферах. Многие польские участники восстания были отправлены в ссылку в Сибирь, где часть из них впоследствии подняла кругобайкальское восстание 1866 года.
В то же время польские эмигранты в Западной Европе, пытаясь привлечь внимание общественности к так называемому «польскому вопросу», в своих трудах и памфлетах активно содействовали негативному образу России. Одним из них был эмигрант с Правобережной Украины Франциск Духинский, который пропагандировал учения о неславянском происхождении «московитов», угрозу со стороны которых могла бы устранить воссозданная в старых границах Речь Посполитая. Часть тезисов Духинского была в XX веке перенята в дискурсе украинских националистов. Поляки, как борцы с российским самодержавием, находили поддержку в либеральных и лево-революционных кругах европейской общественности. В частности, симпатии польскому делу открыто проявляли Карл Маркс, Фридрих Энгельс и другие. Поляки были широко представлены также в революционных и террористических организациях на территории России. В частности, убийцей императора Александра II стал народоволец польского шляхетского происхождения Игнатий Гриневицкий.
В последней трети XIX века усилилась политика русификации, нашедшая отражение, в том числе, в строительстве видных православных храмов, таких как Александро-Невский собор в Варшаве, переводе обучения в школах и университетах исключительно на русский язык, переделке католических костёлов в православные храмы и т. п. Название Царство Польское использовалось всё меньше, вместо него начало употребляться наименование Привислинский край. Тем не менее, политика русификации была слабее, чем политика германизации в прусской (впоследствии, немецкой) части этнической Польши.
В 1905—1907 года на территории Царства Польского происходили революционные события, являвшиеся частью общероссийской революции. Поляки были недовольны как политикой русификации, так и отсутствием политических свобод. Апогеем противостояния стало Лодзинское восстание, жёстко подавленное царскими войсками.

### Польша и СССР

#### Советско-польская война

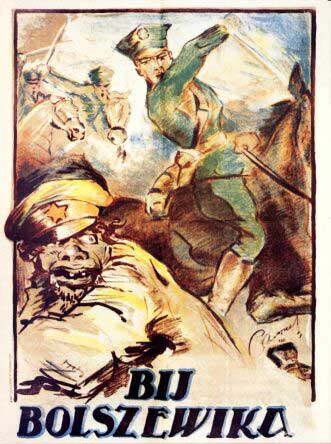
Польский плакат 1920 года

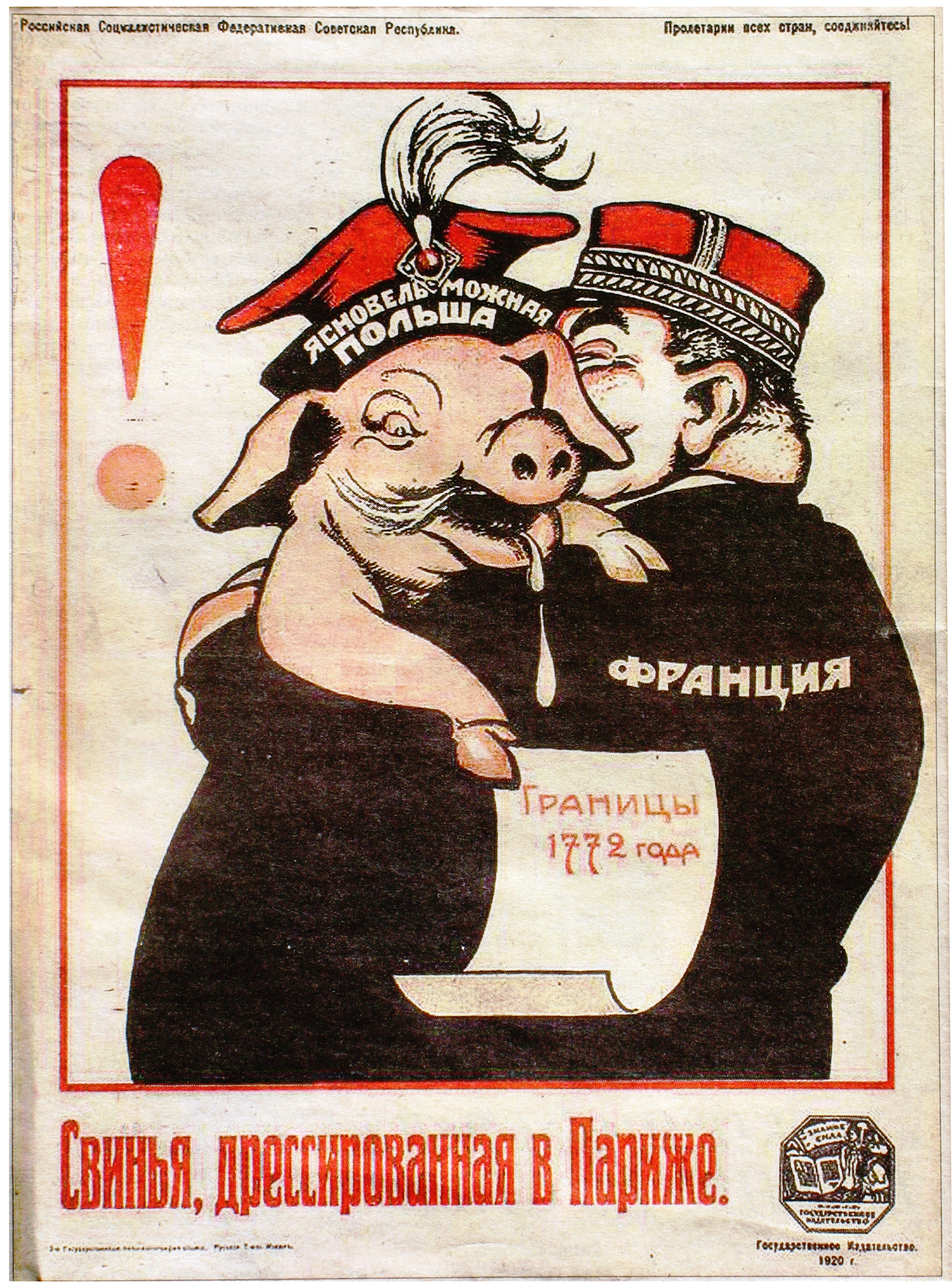
Советский плакат 1920 года

Во время Первой мировой войны, в 1915 году, в ходе наступления немецкой армии русские войска были вытеснены с территории Царства Польского, и оно на три года оказалось оккупировано Германией и Австро-Венгрией.
По условиям Брест-Литовского мира, Советская Россия отказалась от польских земель, а по результатам Версальского договора было образовано новое польское государство. Его главой стал Юзеф Пилсудский, бывший участник покушения на Александра III, отбывший ссылку в Сибири и впоследствии организовавший польские легионы на стороне Центральных держав. Политической платформой Пилсудского был прометеизм — план по расчленению России, сопряжённый с созданием под эгидой Польши крупной восточноевропейской конфедерации под названием Междуморье (он был отражён в популярном в то время лозунге «Польша от [Балтийского] моря до [Чёрного] моря»). С другой стороны, политические планы большевиков заключались в распространении коммунистической революции в Западную Европу, путь в которую лежал через земли «белополяков».
В 1919 году между обеими сторонами после вооружённых стычек в Беларуси началась война. На её первом этапе оснащённая оружием Антанты польская армия смогла организовать успешное наступление, и взять Киев. Контрнаступление РККА в течение весны-лета 1920 года позволило разбить польскую армию и вытеснить её с Украины и из Белоруссии, а в августе красноармейцы начали наступление на Варшаву. Однако польская победа в Варшавской битве вновь переломила ход событий и позволила Польше подписать с Советской Россией мирный договор, по которому ей отходили обширные территории Западной Украины и Западной Белоруссии. В польском плену оказались десятки тысяч советских военнопленных, многие из которых погибли от катастрофических условий в лагерях содержания. Вопрос о количестве погибших, а также о том, имело ли место преднамеренное поддержание польскими властями условий, которые вели к высокой смертности, является до наших дней одним из наиболее острых и спорных исторических вопросов российско-польских отношений.

#### Межвоенный период
Межвоенный период был ознаменован в Польше ликвидацией почти всех атрибутов былой принадлежности к Российской империи, от разрушения памятников и православных соборов вплоть до переоборудования железных дорог, имевших российскую ширину колеи. Польша оставалась союзницей стран Антанты и преследовала политику равноудалённости от Германии и СССР. В 1932 году после долгих переговоров был заключён советско-польский договор о ненападении, а в 1934 году последовал германско-польский договор, названный Пактом Пилсудского—Гитлера.
Несмотря на холодные отношения польского и советского государств, в рядах большевиков состояло множество видных деятелей польского шляхетского происхождения: основатель ВЧК Феликс Дзержинский, его преемник Вячеслав Менжинский, военачальник Константин Рокоссовский, и другие.
На протяжении 1920-х Польша рассматривалась в СССР в качестве наиболее вероятного противника. Советские разведывательные органы проводили на территории Польши тайные диверсионные операции («активная разведка»). Лишь после прихода к власти в Германии нацистов в 1933 году, Польша стала вероятным противником № 2. В свою очередь в Польше также относились к СССР как к наибольшей угрозе.
Однако в конце 1930-х в рамках Большого террора НКВД провела так называемую «польскую операцию» против польских шпионов на территории СССР. Операция была частью «национальных операций НКВД» и проводилась в период с 1937 по 1938 год. В рамках этой операции было расстреляно свыше 100 тысяч человек польской национальности, что составляло порядка 15 % польского населения в СССР. В том числе была полностью уничтожена коммунистическая партия Польши.

#### Вторая мировая война
Польша приняла участие в разделе Чехословакии: 21 сентября 1938 года, в самый разгар судетского кризиса, польские деятели предъявили чехам ультиматум о «возвращении» им Тешинской области, где проживало 200 тысяч поляков и 45 тысяч чехов.
17 сентября 1939 года, через две с половиной недели после нападения Германии на Польшу, советское правительство под предлогом защиты местного непольского населения ввело войска на территорию Западной Украины, Западной Белоруссии и части Виленского воеводства, отошедших Польше по результатам Рижского договора 1921 года. Как выяснилось впоследствии, присоединение этих земель к СССР осуществлялось на основе секретного дополнительного протокола к германо-советскому договору о ненападении (пакт Молотова — Риббентропа), подписанному 23 августа 1939 года. В ноте советского правительства указывалось, что к этому моменту польское государство и правительство практически перестали существовать и, соответственно, прекратили действие все договоры, заключённые между СССР и Польшей.
1 марта 1940 года премьер-министр  Правительства Польши в изгнании генерал Владислав Сикорский публично объявил, что Польша находится в состоянии войны с СССР. .
Около 22 тысяч польских офицеров, попавших в советский плен по предложению Л. П. Берии Политбюро ЦК ВКП(б) 5 марта 1940 года были расстреляны.. Приговоры приводились в исполнение в Харьковe, Катыни и в Медном в Тверской области. Впоследствии, казни польских офицеров в нескольких местах СССР получили собирательное название Катынский расстрел. Тема Катынского расстрела, несмотря на его признание и осуждение российским государством, остаётся одной из самых болезненных исторических тем российско-польских отношений.

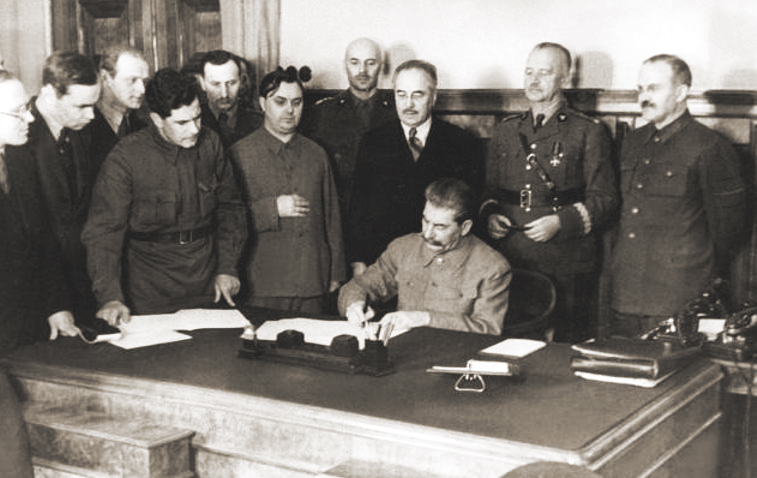
И. Сталин подписывает советско-польскую декларацию в присутствии председателя правительства Польши в изгнании В. Сикорского, генерала В. Андерса и польского посла в СССР Станислава Кота, декабрь 1941 года

После начала Великой Отечественной войны, на территории СССР была образована так называемая Армия Андерса (2-й Польский корпус), которая, однако, под влиянием Великобритании ушла на Ближний Восток, отказавшись воевать на Восточном фронте как раз в то время, когда разворачивалась Сталинградская битва. В составе Красной армии воевала сформированная в 1943 году польская 1-я пехотная дивизия, на основе которой была образована 1-я армия Войска Польского, объединившейся впоследствии с Армией Людовой в единое Войско Польское.
В июле-августе 1944 года после разгрома Красной Армией германских войск в ходе Белорусской операции и выхода советских войск на территорию Польши, Армия Крайова, руководимая лондонским правительством Польши в изгнании, до прибытия наступающих частей Красной Армии и Армии Людовой организовала Варшавское восстание с целью освободить Польшу собственными силами и не допустить насаждения советской властью Польского комитета национального освобождения. Восстание было подавлено немцами с особой жестокостью и стоило жизней нескольким сотням тысяч мирного населения города. В наше время остро обсуждается вопрос о том, в какой мере была возможной помощь восставшим со стороны Красной армии, и почему польское правительство в изгнании одобрило планы восставших, зная, что их силы значительно уступают силам немецкого гарнизона.
В начале 1945 года Красная Армия окончательно освободила территорию Польши в ходе Висло-Одерской наступательной операции. В последующем наступлении и взятии Берлина Красной Армией принимало участие Войско Польское — самое крупное иностранное воинское формирование, сражавшееся вместе с СССР.
При освобождении Польши погибли более 477 тысяч советских солдат и офицеров, более полутора миллионов были ранены.

#### Послевоенный период

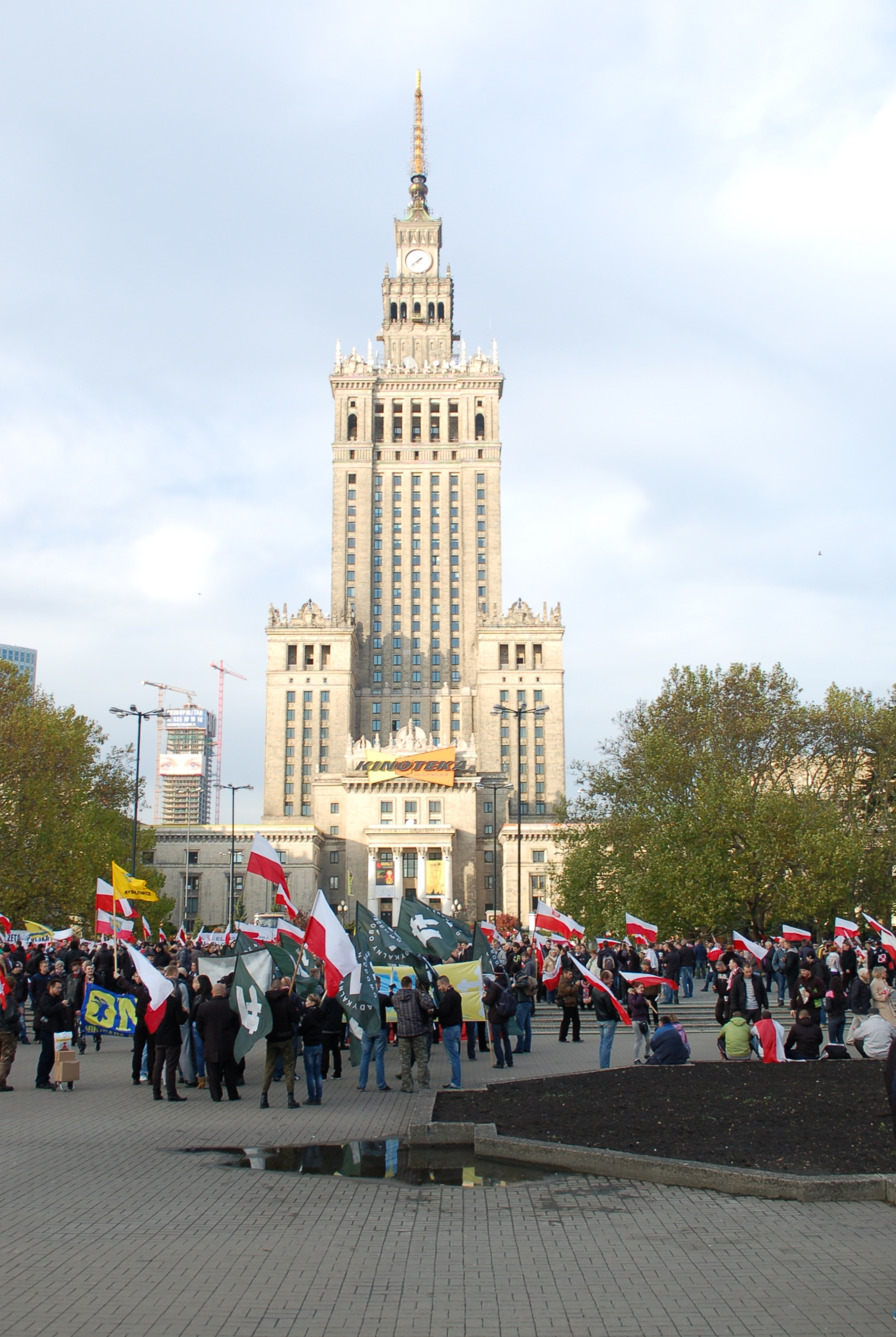
Дворец культуры и науки в Варшаве

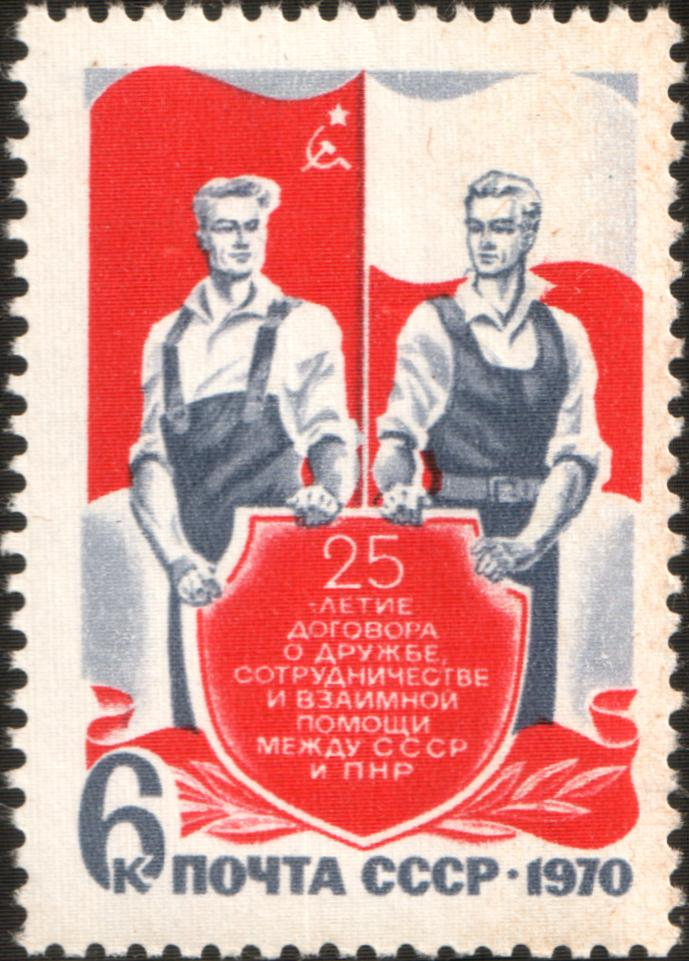
25-летие Договора о дружбе, сотрудничестве и взаимной помощи между СССР и ПНР

После окончания Второй мировой войны была основана социалистическая Польская Народная Республика (ПНР), ставшая впоследствии членом Варшавского договора. По инициативе СССР, в состав Польши вошли обширные территории на западе, принадлежавшие ранее Германии — Померания, Силезия, а также южная часть Восточной Пруссии. Вместо изгнанных немцев, эти земли были заселены этническими поляками, переехавшими из «Восточных кресов», присоединённых в 1939 году к СССР, а также восточнославянским населением, депортированным поляками из юго-восточной Польши в рамках операции «Висла». Таким образом, имело место смещение территории Польши на запад, а также расширение её этнических земель. Однако ПНР де-факто было зависимым от СССР государством (сателлит), и на её территории на протяжении 50 лет (1944—1993) находились советские войска, объединённые в Северную группу войск.
В течение первых лет после освобождения Польши, в период становления просоветского правительства происходила вооружённая борьба Армии Крайовой, а после её официального роспуска в январе 1945 года других антикоммунистических организаций польских националистов против новой власти, а также войск НКВД СССР, размещавшихся на территории ПНР. В частности в марте 1945 года, советскими войсками были приглашены на переговоры и арестованы руководители Армии Крайовой, которые впоследствии были вывезены в Москву, где над ними был проведён показательный процесс, по итогам которого они были приговорены к значительным срокам заключения в тюрьмах СССР, некоторые из них, в частности последний лидер АК Леопольд Окулицкий, скончались в тюрьме при невыясненных обстоятельствах. В августе 1945 года в северо-восточной части Польши в ходе войсковой операции НКВД было арестовано несколько тысяч человек, около 600 из них (предположительно члены антикоммунистического сопротивления) были вывезены в неизвестном направлении и предположительно расстреляны.
Эпоха социализма характеризовалась в Польше ростом промышленности и населения, однако также однопартийной диктатурой и политическими репрессиями. В подарок от советского народа в Варшаве был построен Дворец культуры и науки, являющийся и сегодня самым высоким и заметным зданием Польши. Имел место политически организованный культурный обмен между обеими странами. Советские исполнители не раз выступали на Международном фестивале песни в Сопоте, а польская актриса Барбара Брыльска сыграла главную роль в популярной советской комедии Ирония судьбы, или С лёгким паром!. На неофициальном уровне в Польше были популярны песни Владимира Высоцкого, Булата Окуджавы и других деятелей культуры.
На территории послевоенной Польши были размещены советские войска. Их статус был определён советско-польским договором, заключённым в Варшаве 17 декабря 1956 года, который формально запретил вмешательство советского контингента во внутренние дела Польши, определил его численность; также были зафиксированы численность и места дислокации советских войск и установлено, что военнослужащие и члены их семей не должны нарушать польское законодательство. В 1968 году Польша приняла участие в подавлении чехословацкого восстания. Однако часть населения Польши испытывала неприязнь к советским властям, что приводило к нападениям на дипломатические миссии СССР. Например, 10 декабря 1956 года в Щецине в ходе беспорядков толпа выбила стекла в помещении советского консульства. В 1959 году во время визита Н. С. Хрущёва в Польскую народную республику на пути его кортежа один из поляков взорвал мину (никто не пострадал). В 1968 году на выступлении Леонида Брежнева на пятом съезде Польской объединённой рабочей партии (ПОРП), была сформулирована т. н. «доктрина Брежнева» или доктрина «ограниченного суверенитета», ставшая основой советского доминирования над странами сателлитами.
В 1980—1981 годах имели место забастовки рабочих на гданьской судоверфи имени Ленина, возглавляемые Лехом Валенсой и профсоюзом Солидарность, направленные против социалистического режима и подавленные после введения военного положения Войцехом Ярузельским. В Польше эти события рассматриваются как начало падения всего социалистического блока. «Советский фактор» в принятии Ярузельским решения о введении военного положения до сих пор является предметом дискуссий. Впоследствии генерал Ярузельский утверждал, что введение военного положения было «меньшим из зол», так как в противном случае стране угрожал ввод советских войск.
В течение 1989 года в Польше произошла мирная смена строя, социалистический режим был демонтирован. 31 декабря 1989 года ПНР была упразднена, одновременно провозглашена III Речь Посполитая. С этого момента началась новая глава в советско (впоследствии российско)-польских отношениях.

### Современность

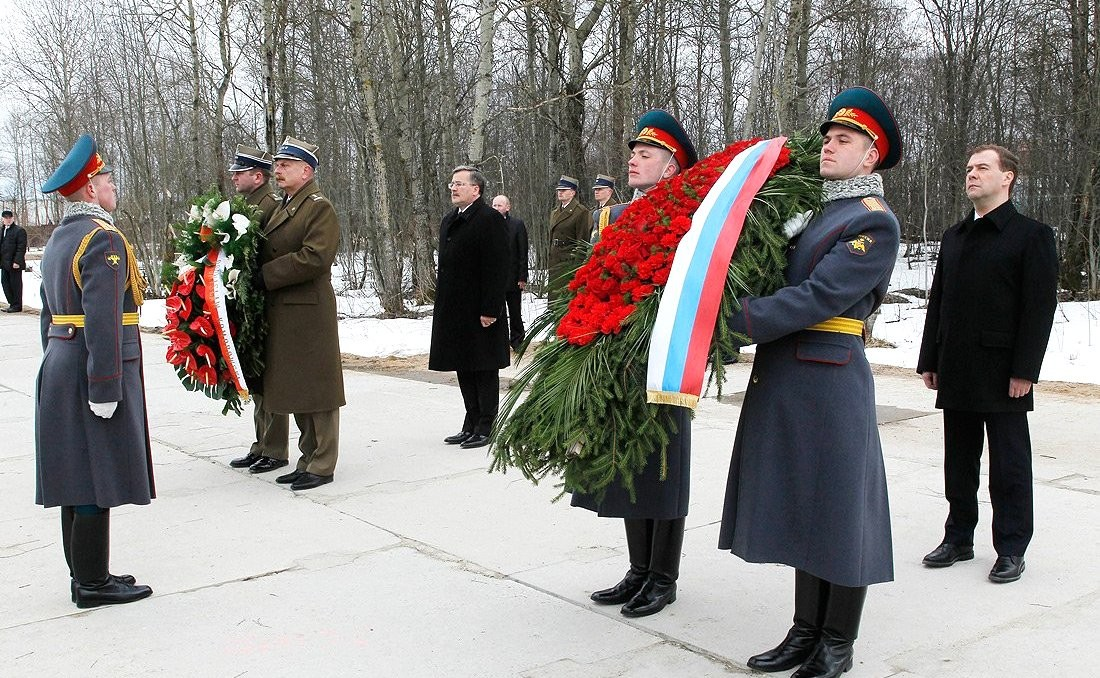
Возложение венков к мемориальному знаку на месте авиакатастрофы 10 апреля 2010 года. На заднем плане президент России Дмитрий Медведев и и.о. президента Польши Бронислав Коморовский

В настоящее время Российская Федерация и Республика Польша имеют общую границу протяжённостью 232 км.
Началом современного этапа польско-российских отношений можно считать подписание 10 октября 1990 года Декларации о дружбе и добрососедском сотрудничестве между Республикой Польша и Российской Советской Федеративной Социалистической Республикой (как республикой СССР, провозгласившей суверенитет несколькими месяцами ранее).
26 октября 1991 года начался вывод Северной группы войск с территории Польши, завершившийся к сентябрю 1993 года.
После 1991 года у обоих государств сложились трудные отношения. Политика Польши была направлена на скорейшее вступление в евроатлантические структуры и тесные отношения с США. В отношении России, со стороны Польши всячески фокусировалось и фокусируется внимание на тяжёлом историческом наследии (историческая политика). Негативную реакцию России вызвала польская поддержка цветных революций на постсоветском пространстве. В 1998 году в Польше был создан Институт национальной памяти, занимающийся расследованием советских преступлений в отношении польских граждан. В 1999 году Польша вступила в НАТО.
Между обоими государствами в 2000-х годах возник целый ряд торговых споров, а также диспут насчёт планов Польши предоставить США право на размещение на её территории объектов ПРО, которые Россия рассматривает как угрозу своей безопасности. В августе 2008 году президент Польши Лех Качиньский во время войны между Россией и Грузией прилетел в Тбилиси и поддержал президента Грузии Михаила Саакашвили.
Авиакатастрофа под Смоленском, в которой погиб польский президент Лех Качиньский и целый ряд высокопоставленных лиц, летевших на мероприятия, посвящённые 70-летию Катынского расстрела, с одной стороны, сблизила обе страны, с другой, наоборот, породила в консервативных кругах Польши конспирологические антироссийские теории[какие?]. В ноябре 2010 года Госдума России приняла заявление «О Катынской трагедии и её жертвах», в котором признаёт, что массовый расстрел польских граждан в Катыни был произведён согласно прямому указанию Сталина и других советских руководителей и является преступлением сталинского режима. В дальнейшем польская сторона проводила несколько расследований относительно причин крушения самолета польского президента. Результаты расследования использовались во внутриполитической борьбе польский партий. При правлении партии «Право и Справедливость» в 2019 году подкомиссия по расследованию обвинила в крушения самолета российскую сторону. Однако в 2023 году после прихода к власти премьер-министра Дональда Туска подкомиссия по расследованию авиакатастрофы, созданная в 2015 году была расформирована. Министерство национальной обороны Польши пояснило, что согласно правовому статусу, единственным обязательным документом, определяющим ход и причины катастрофы, следует считать отчёт Комиссии по расследованию авиационных происшествий Государственной авиации МВД Польши от 2011 года, тем самым власти Польши отказались от обвинений в адрес России.
На чемпионате Европы по футболу 2012 российские болельщики, проводя на улицах Варшавы санкционированный польскими властями «Русский марш», подверглись широкомасштабному нападению польских хулиганов.
В течение 16-20 августа 2012 г. патриарх Русской православной церкви Кирилл пребывал в Польше с первым в истории российско-польских отношений официальным визитом. Было подписано совместное Послание народам России и Польши, в котором содержится призыв к примирению обеих наций.

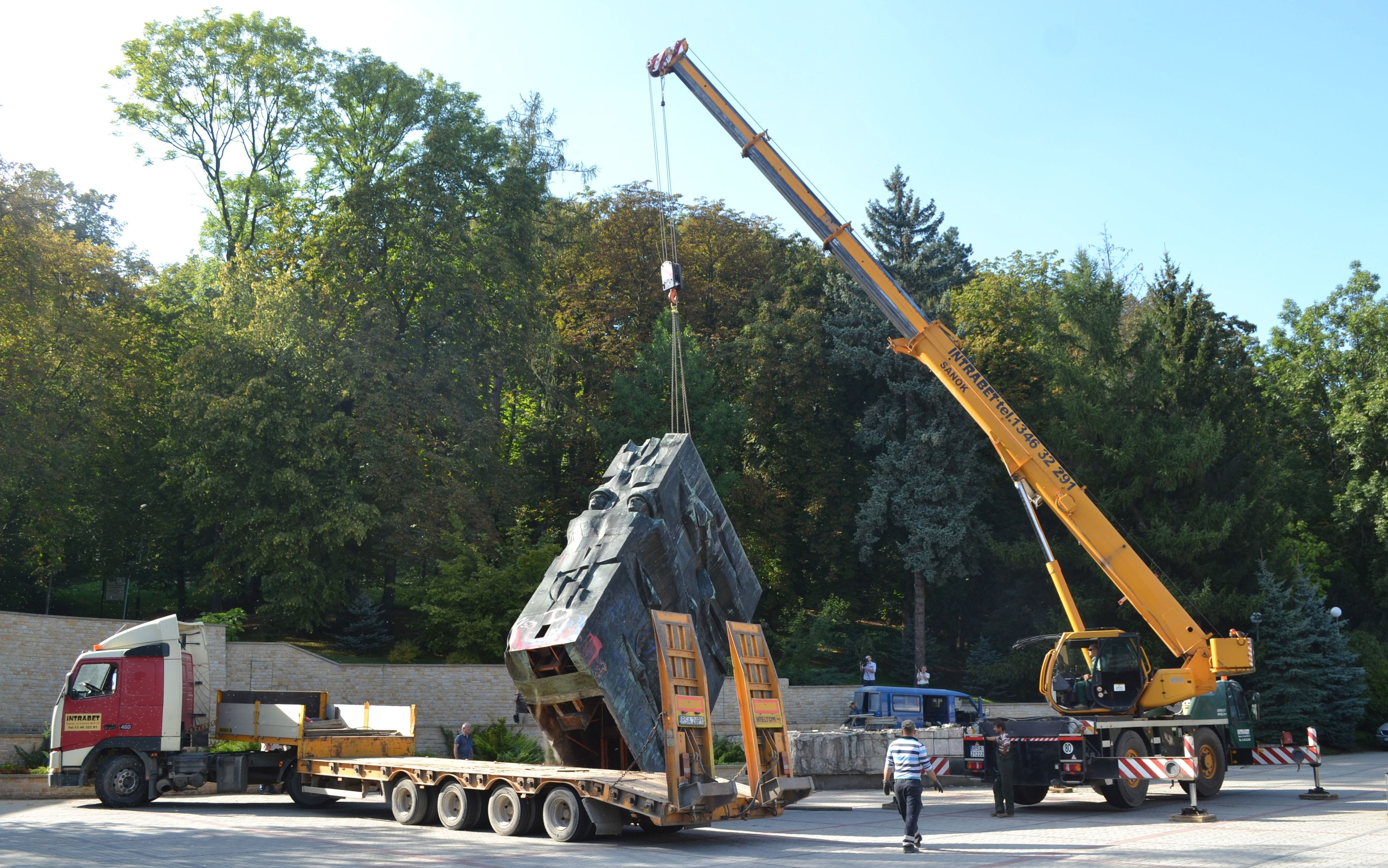
Демонтаж «Памятника Благодарности Красной армии» в городе Санок. 2016 год

В ноябре 2013 года участниками ежегодного националистического шествия «Марш независимости» в Варшаве было совершено нападение на российское посольство. Националисты бросали в сторону российского представительства файеры, бутылки и прочие предметы, а также подожгли будку охранника. Правительству Польши пришлось принести официальные извинения. Позже расследование польской прокуратуры показало, что инцидент мог быть организован польскими госслужбами во внутриполитических целях, что подтверждается тем, что в марше участвовали русские националисты, приглашённые польскими националистами.
Начиная с 2014 года, после аннексии Крыма Россией и развития войны на востоке Украины, отношения между Россией и Польшей значительно ухудшились. В 2015 году власти Польши не пригласили президента России на юбилей освобождения Освенцима, а президент Коморовский отказался от поездки в Москву на торжества по случаю 70-летия победы в Великой Отечественной войне. В 2017 году в Польше вступил в силу закон о декоммунизации. Польша стала лидером по сносу советских памятников. Напряжённые отношения усугубляются сносом памятников Красной Армии и советским солдатам, что вызывает негативную реакцию России. В июле 2017 года Совет Федерации обратился к Президенту России Владимиру Путину с просьбой ввести санкции против Польши в ответ на снос памятников советским воинам. В 2019 году Польша не пригласила президента России на мероприятия по случаю 80-й годовщины начала Второй мировой войны, заявив, что позиция Москвы не соответствует исторической правде.
В мае 2023 года представитель Кремля Дмитрий Песков заявил, что Польша является враждебной для России страной, а не просто недружественным государством, чье руководство буквально заходится «в истериках русофобии». 

#### Вторжение российских войск на Украину (2022)
Перед российским нападением на Украину польский премьер-министр Матеуш Моравецкий объявил, что президент России Владимир Путин стремится восстановить Российскую империю, призвал Европу объединиться и помешать Путину воплотить свои мечты в жизнь. 22 февраля после признания Россией Донецкой и Луганской народных республик, Моравецкий назвал это «актом агрессии против Украины» а польские лидеры призвали европейские державы к принятию санкций против России. Моравецкий назвал газопровод «Северный поток 2», ведущий из России в Германию «вредным и опасным».
После вторжения России на Украину Польша как одна из стран Европейского союза (ЕС) ввела санкции против России, а Россия в ответ внесла все страны ЕС в список «недружественных стран». Моравецкий написал в Твиттере: «Мы должны немедленно ответить на преступную агрессию России против Украины. Европа и свободный мир должны остановить Путина». 26 февраля Польская футбольная ассоциация объявила, что откажется от участия в предстоящем 24 марта 2022 года отборочном матче против российской сборной в Москве. Польша начала оказывать значительную военную поддержку Украине, передавая ВСУ танки, самолеты, артиллерийские установки а также другую военную технику и снаряжение.
9 мая во время дня победы участники протеста против российского вторжения облили красной жидкостью Сергея Андреева, российского посла в Польше, прибывшего на советское военное кладбище в Варшаве на церемонию возложения венков и не дали российской делегации возложить венки, выкрикивая возгласы «убийцы» и «фашисты», после чего полиция проводила Андреева и российскую делегацию за пределы советского военного кладбища. Спикер российского министерства иностранных дел Мария Захарова осудила это нападение, назвала протестантов «юными нацистами» и потребовала от Польши незамедлительно обеспечить полную безопасность церемонии возложения венков. Министр внутренних дел и управления Мариуш Каминский выступил в защиту протестующих, заявив, что они собрались законным образом и что их действия могут быть поняты ввиду эмоций украинских женщин, присутствующих на протестах «чьи мужья храбро сражаются на защите своей родины».
Согласно данным международного опроса проведённого в июне 2022 года только 2% поляков положительно относятся к России, а 97% - отрицательно, по данным опроса это самый негативный показатель по отношению к России из всех стран. Это также показало резкое падение России во взглядах поляков, за предыдущие два десятилетия около 20-40%  поляков выразили положительное отношение к России.
В сентябре 2022 года Польша и страны Прибалтики решили закрыть свои границы для российских граждан с шенгенскими визами, в том числе полученными в третьих странах.
В октябре 2024 года Польша закрыла генеральное консульство России в Познани и выслала персонал из страны.

#### Торговые отношения
По данным Центрального статистического управления Польши, в марте и апреле 2022 года Россия заработала на торговле с Польшей более чем в два раза больше, чем за аналогичный период прошлого года. Объём торговли вырос с 10 миллиардов до более чем 21 миллиарда злотых. Почти половина из этого приходится на сырьевые товары. В марте и апреле Польша закупила, например, 2,27 млн тонн сырой нефти на сумму более 6,1 млрд злотых, что в два с лишним раза больше чем в аналогичный период прошлого года. Также польские компании закупили свыше миллиона тонн угля на сумму более 700 миллионов злотых.
По сообщению Reuters, в январе-марте 2023 года общий объем импорта сжиженного нефтяного газа в Польшу вырос на 44,3% в годовом исчислении до 279 000 тонн, частично заменив другое топливо из России. Подчеркивалось, что на долю Польши пришлось около 34% от общего объема российского экспорта по данной позиции.
В 2022 году Польша была вторым по величине европейским получателем российского угля, когда ввела эмбарго на уголь из России и расторгла ямальский контракт на импорт и транзит газа по Ямальскому газопроводу в ответ на попытку России заставить расплачиваться за сырье в рублях.

## Дипломатические миссии
- У Польши есть посольство в Москве и генеральные консульства в Иркутске, Калининграде и Санкт-Петербурге.[46], (закрыто в 2025 г.)
- У России есть посольство в Варшаве и генеральные консульства в Гданьске, Кракове и Познани (закрыто в октябре 2024).[47]

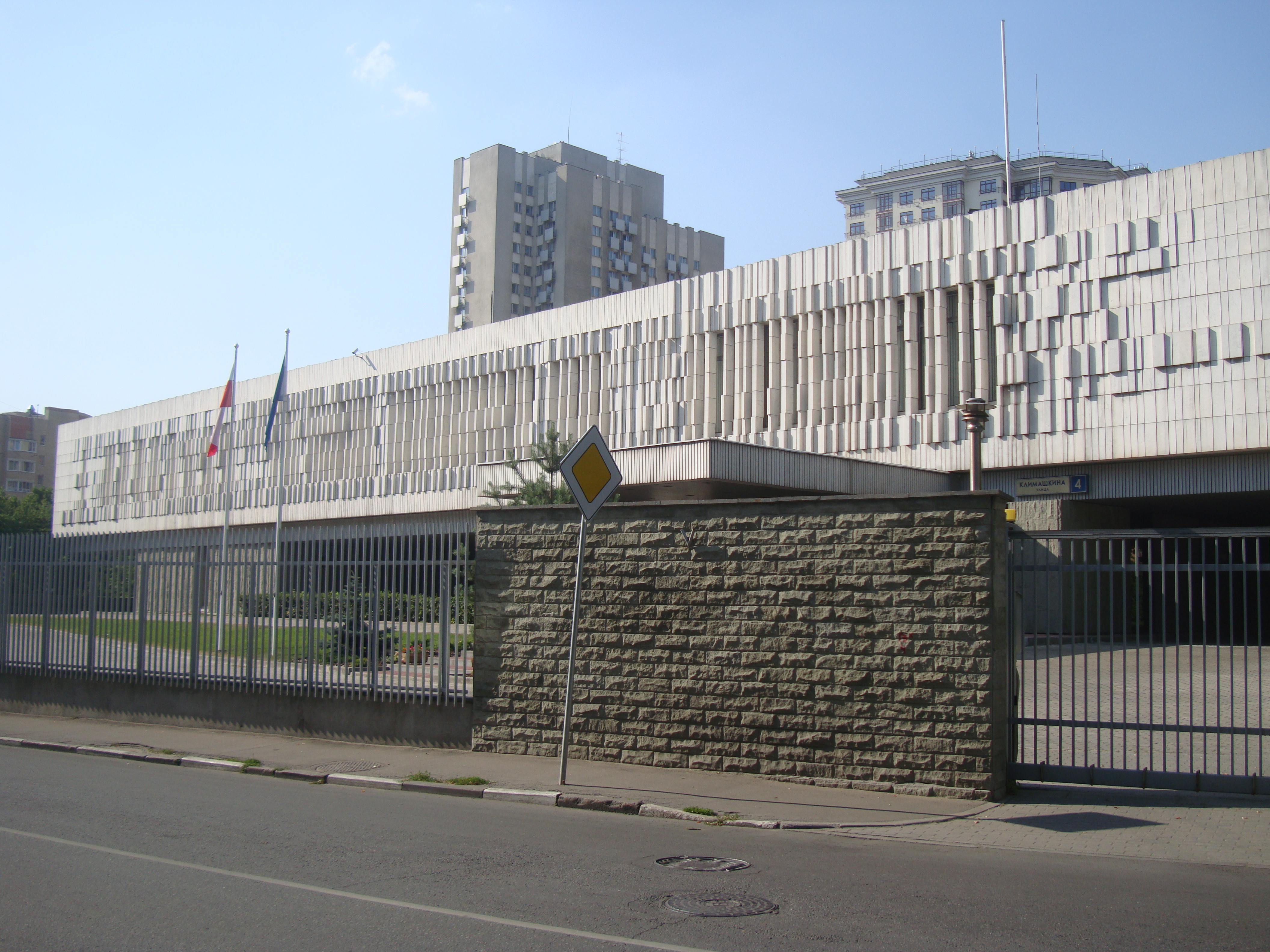
Посольство Польши в Москве
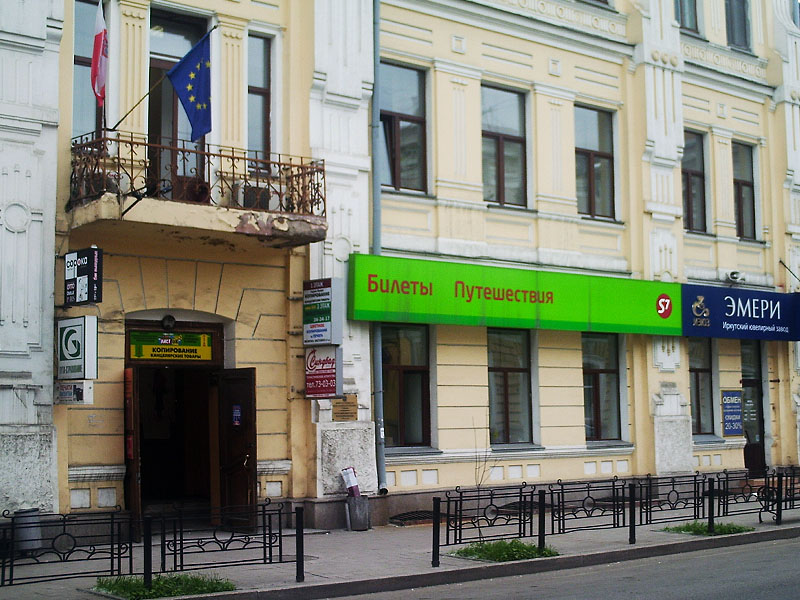
Генеральное консульство Польши в Иркутске
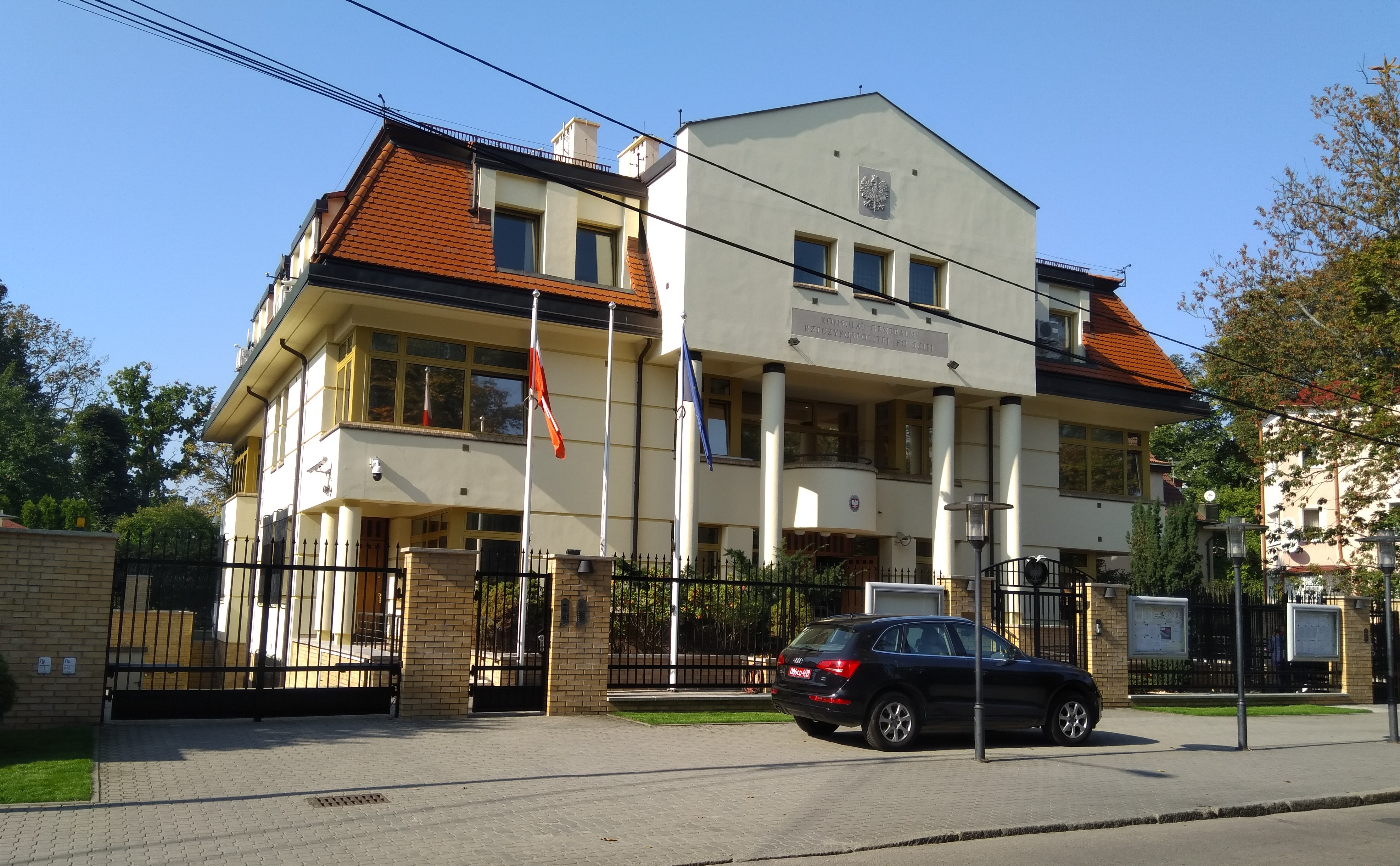
Генеральное консульство Польши в Калининграде
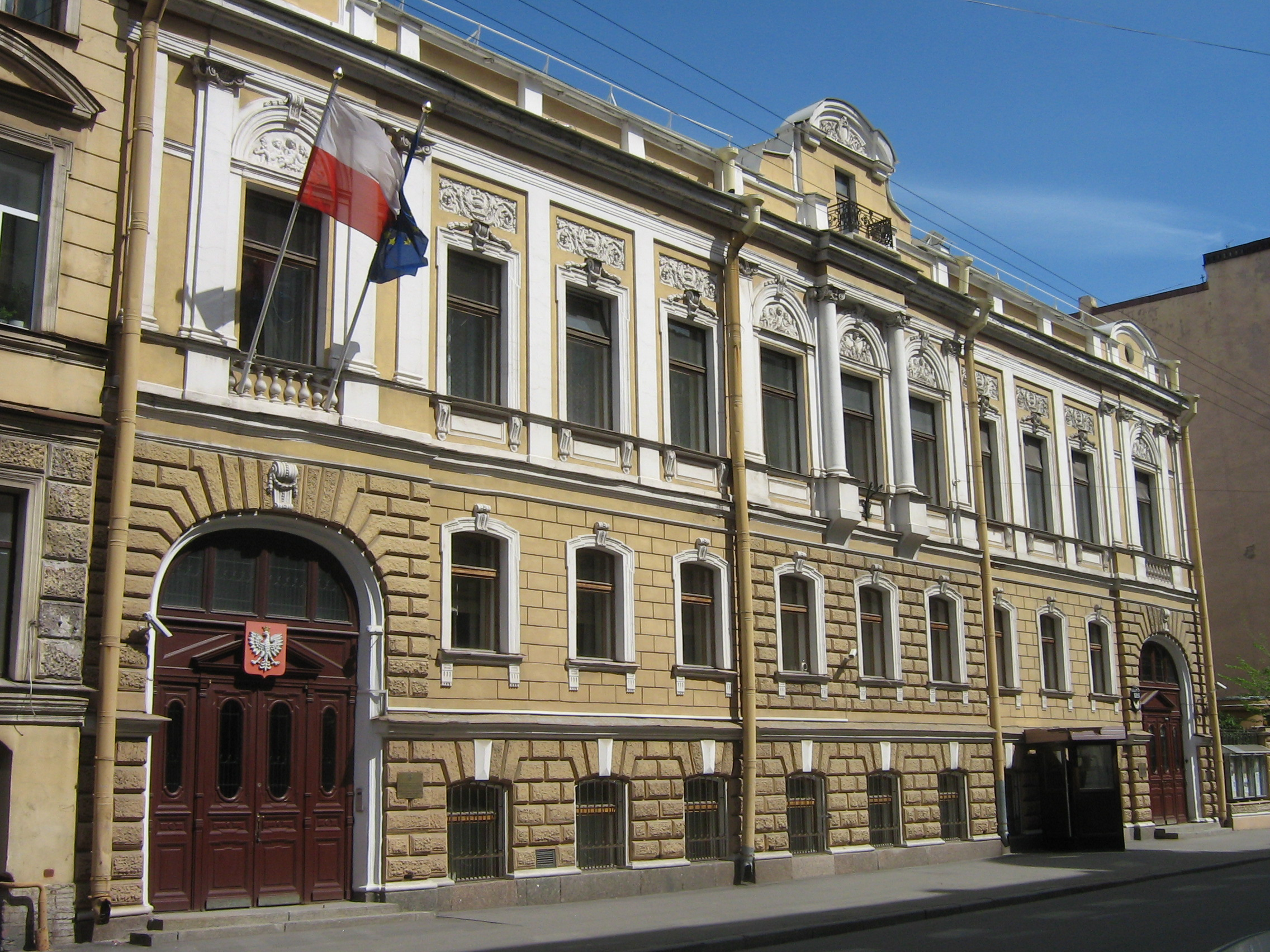
Генеральное консульство Польши в Санкт-Петербурге

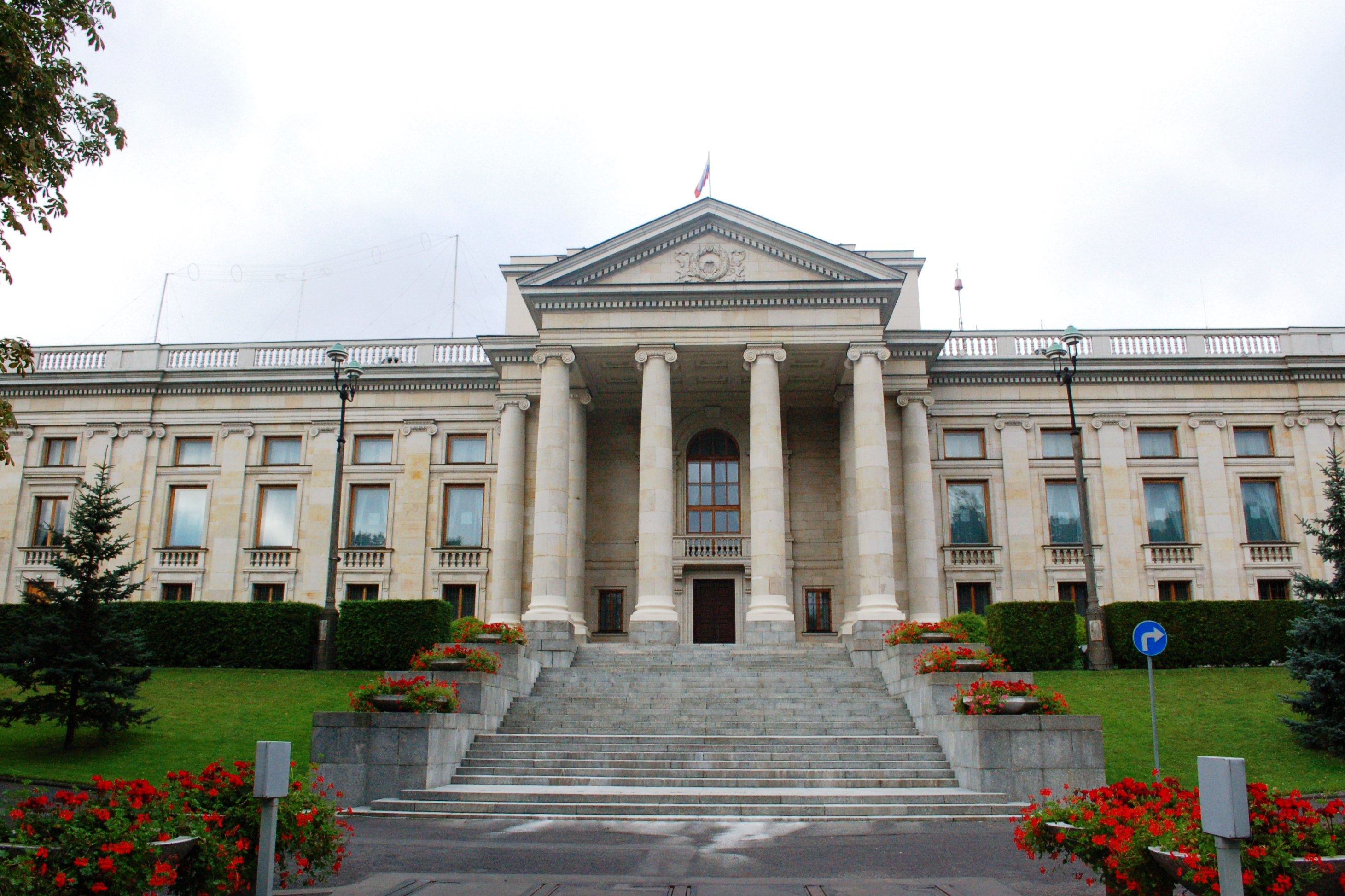
Посольство России в Варшаве
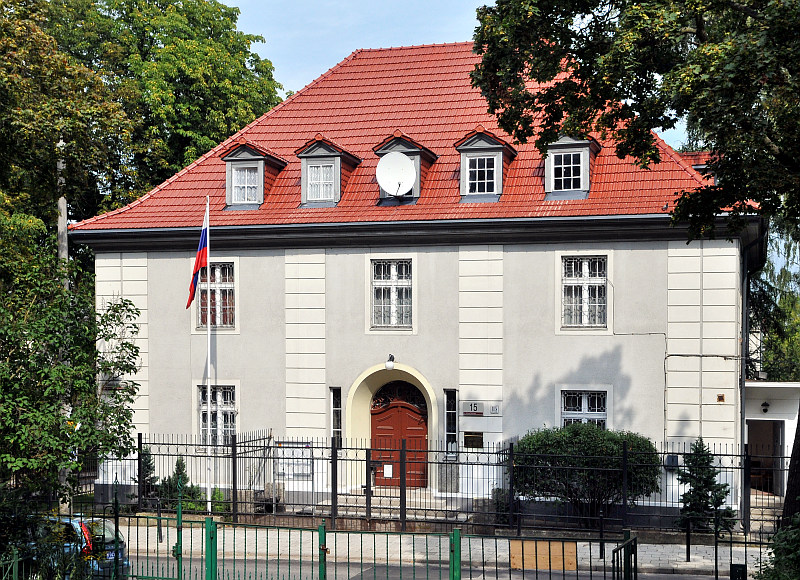
Генеральное консульство России в Гданьске
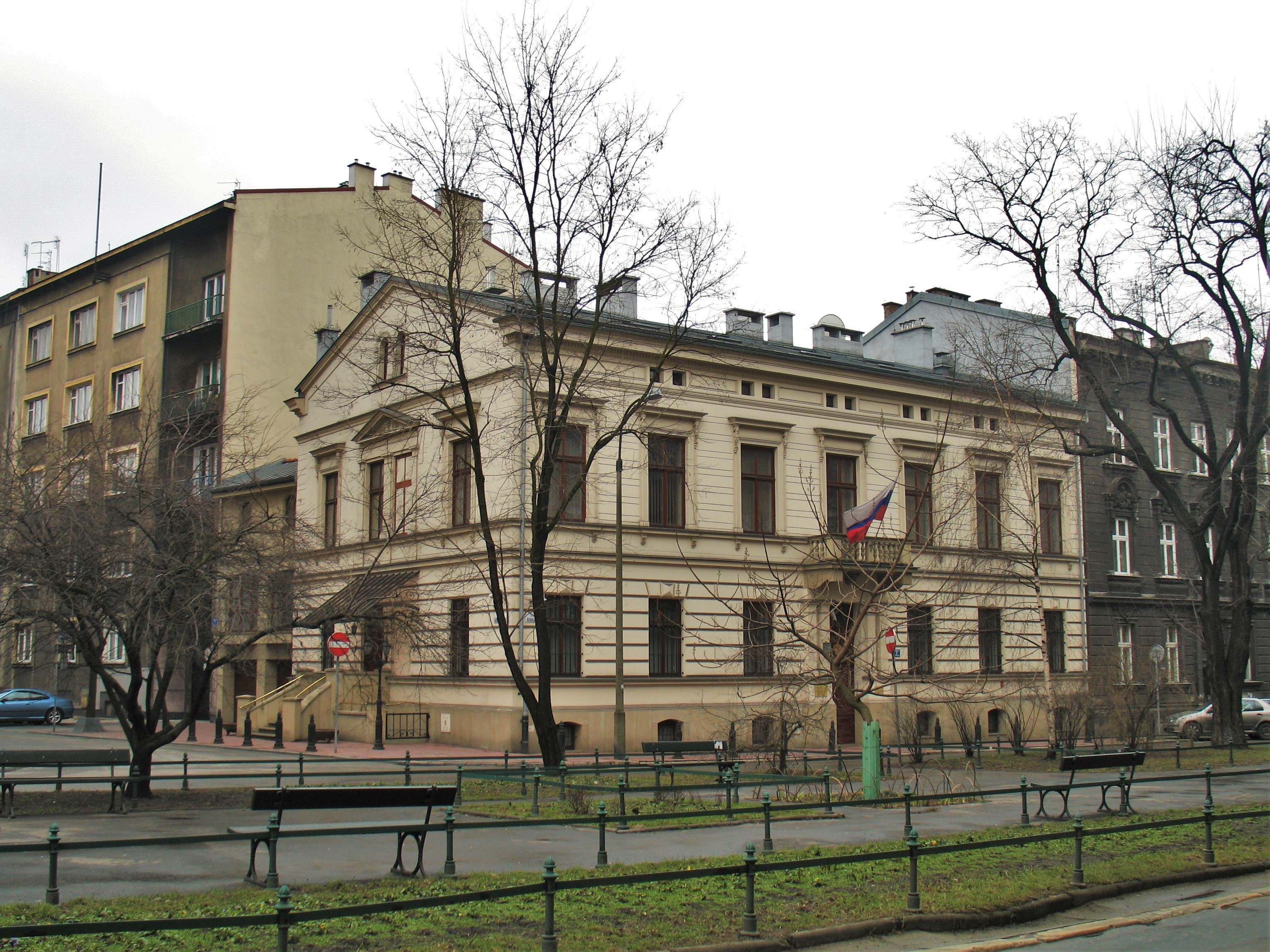
Генеральное консульство России в Кракове
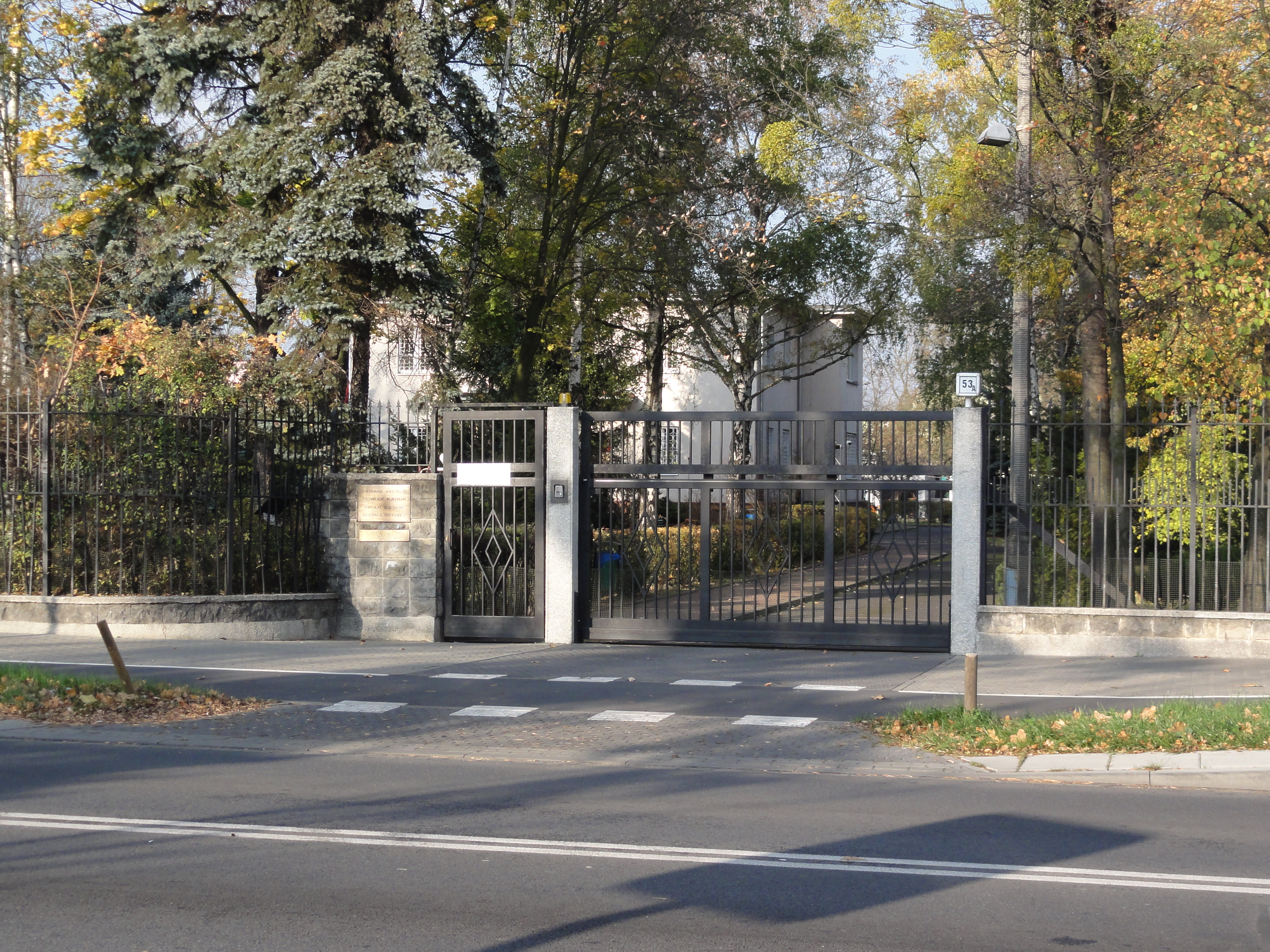
Генеральное консульство России в Познани

### Послы Польши в Российской Федерации
- 1991—1996: Stanisław Ciosek- Станислав Чёсек
- 1996—2002: Andrzej Załucki -Анджей Залуцки
- 2002—2005: Stefan Meller -Стефан Меллер
- 2005—2006: Wiktor Ross (chargé d’affaires a.i.) -Виктор Росс
- 2006—2010: Jerzy Bahr -Ежи Бахр
- 2010—2014: Wojciech Zajączkowski -Войчех Зайончковски
- 2014—2016: Katarzyna Pełczyńska-Nałęcz -Катажина Пельчиньска-Налец
- 2016—2020: Włodzimierz Marciniak -Влодимеж Марчиняк
- с 2021: Krzysztof Krajewski- Кшиштоф Краевски